# Atypus piceus
Atypus piceus är en spindelart som först beskrevs av Sulzer 1776.  Atypus piceus ingår i släktet Atypus och familjen pungnätsspindlar. Inga underarter finns listade.